# Paulette Fouillet
Paulette Fouillet (30 de junio de 1950-25 de julio de 2015) fue una deportista francesa que compitió en judo. Ganó dos medallas en el Campeonato Mundial de Judo de 1980, y seis medallas en el Campeonato Europeo de Judo entre los años 1975 y 1980.

## Palmarés internacional
| Campeonato Mundial | Campeonato Mundial          | Campeonato Mundial | Campeonato Mundial |
| Año                | Lugar                       | Medalla            | Categoría          |
| ------------------ | --------------------------- | ------------------ | ------------------ |
| 1980               | Nueva York (Estados Unidos) | Medalla de plata   | +72 kg             |
| 1980               | Nueva York (Estados Unidos) | Medalla de plata   | Abierta            |
| Campeonato Europeo |                             |                    |                    |
| Año                | Lugar                       | Medalla            | Categoría          |
| 1975               | Múnich (RFA)                | Medalla de oro     | –66 kg             |
| 1975               | Múnich (RFA)                | Medalla de plata   | Abierta            |
| 1976               | Viena (Austria)             | Medalla de oro     | –66 kg             |
| 1978               | Colonia (RFA)               | Medalla de bronce  | –66 kg             |
| 1980               | Údine (Italia)              | Medalla de plata   | +72 kg             |
| 1980               | Údine (Italia)              | Medalla de bronce  | Abierta            |